# Pablo Mira
Pour les articles homonymes, voir Mira.
Pablo Mira, né le 24 octobre 1985, à Paris, est un humoriste et chroniqueur français, connu pour ses billets d'humeur satiriques sur l'actualité. Il a travaillé tour à tour pour Canal+, Paris Première, France Inter, Quotidien, Ubisoft et RTL.

## Biographie
Il révèle en 2023 sur Europe 1 avoir été militaire plus jeune.

### Le Gorafi
L'humoriste Pablo Mira s'associe à Sébastien Liébus en septembre 2012 alors qu'est déposée la marque Le Gorafi. Sébastien Liébus avait commencé à utiliser ce nom en février de la même année pour un compte parodique sur Twitter puis s'était mis à rédiger de faux articles sur un blog en avril. En 2017, Sébastien Liébus et Pablo Mira sont respectivement actionnaires du Gorafi à 51 et 49 %. Après avoir rédigé plus de 600 articles, Pablo Mira cesse de contribuer à la rédaction des articles du Gorafi « faute de temps » , mais celui-ci affirme avoir gardé « la casquette de directeur général ».

### Télévision
Cette section ne s'appuie pas, ou pas assez, sur des sources secondaires ou tertiaires indépendantes du sujet.

Pour l'améliorer, ajoutez-en, ou placez des modèles {{Source secondaire souhaitée}} ou {{Source secondaire nécessaire}} sur les passages mal sourcés. (novembre 2022)
Pablo Mira fait ses débuts à la télévision au printemps 2014 sur les ondes de Canal+. Il est alors responsable de la rubrique Le Gorafi du Grand Journal d'Antoine de Caunes. Les chroniques suivent le même esprit parodique et satirique que le site. Pablo commence par présenter des faits d'actualités fictifs dans le segment L'info selon des sources contradictoires puis un éditorial décalé dans le cadre de Mon opinion votre vérité. En septembre 2015, la chronique du Gorafi n'est pas reconduite dans la nouvelle formule du Grand Journal par Maïtena Biraben.
Il rejoint en novembre 2016 Natacha Polony dans son émission Polonium sur Paris Première. Il y tient la chronique Miranium : La colère de Pablo Mira. Il délivre des coups de gueule sur des sujets d'actualité dans un décor de bar. La chaîne décide de ne pas reconduire l'émission à la rentrée 2017.
Il intègre l'équipe de Quotidien à partir de septembre 2018. Dans l'émission quotidienne de Yann Barthès, Pablo Mira tient tous les jeudis une chronique humoristique, la revue de presse des haters ; jusqu'en 2021. Puis, toujours dans Quotidien, il présente la rubrique "4 minutes douche comprise" les lundi, mardi et mercredi en 2023.
En 2024, il joue dans la publicité télévisée d’EDF.

### Radio
Cette section ne s'appuie pas, ou pas assez, sur des sources secondaires ou tertiaires indépendantes du sujet.

Pour l'améliorer, ajoutez-en, ou placez des modèles {{Source secondaire souhaitée}} ou {{Source secondaire nécessaire}} sur les passages mal sourcés. (novembre 2022)
Mira devient chroniqueur hebdomadaire dans Si tu écoutes, j'annule tout en septembre 2016 ; il le reste quand l'émission est renommée Par Jupiter !. Il y reprend son personnage caricatural d'éditorialiste de droite réactionnaire. Jouant un polémiste persuadé d'être censuré par la gauche médiatique, s’érigeant contre la « bien-pensance », et obsédé par l’argent, il n’hésite pas à avoir un discours sexiste, raciste, admiratif de Cyril Hanouna, Pascal Praud et Éric Zemmour, et hostile à tout ce qui peut nuire à son confort. Il y fait aussi le show, n’hésitant pas à se déshabiller pour montrer son torse épilé où reste un cœur par exemple. En septembre 2020, il rejoint Les Grosses Têtes de Laurent Ruquier sur RTL.

### Formats vidéo courts
Pendant la crise sanitaire qui a lieu en France de mars à mai 2020, il crée un Journal de bord qui le dépeint en confiné ayant perdu la raison. Il y prend à témoin sa communauté de followers sur les réseaux sociaux[source secondaire souhaitée]. Cette série de vidéos reprend lors de l’instauration du couvre-feu dans les grandes agglomérations françaises en octobre 2020[source secondaire souhaitée].

### Chaîne Ubisoft gTV
Il anime périodiquement un talk-show sur la web TV d’Ubisoft consacrée aux jeux vidéo et créée en 2020.

### Podcasts
Pablo Mira anime le podcast Sérieusement ?! d’avril 2017 à décembre 2018. Cette production originale de Deezer est réalisée par Josselin Bordat de Brain Magazine. Le podcast est repris début 2019 par David Castello-Lopes et Thomas Croisière.

### Scène

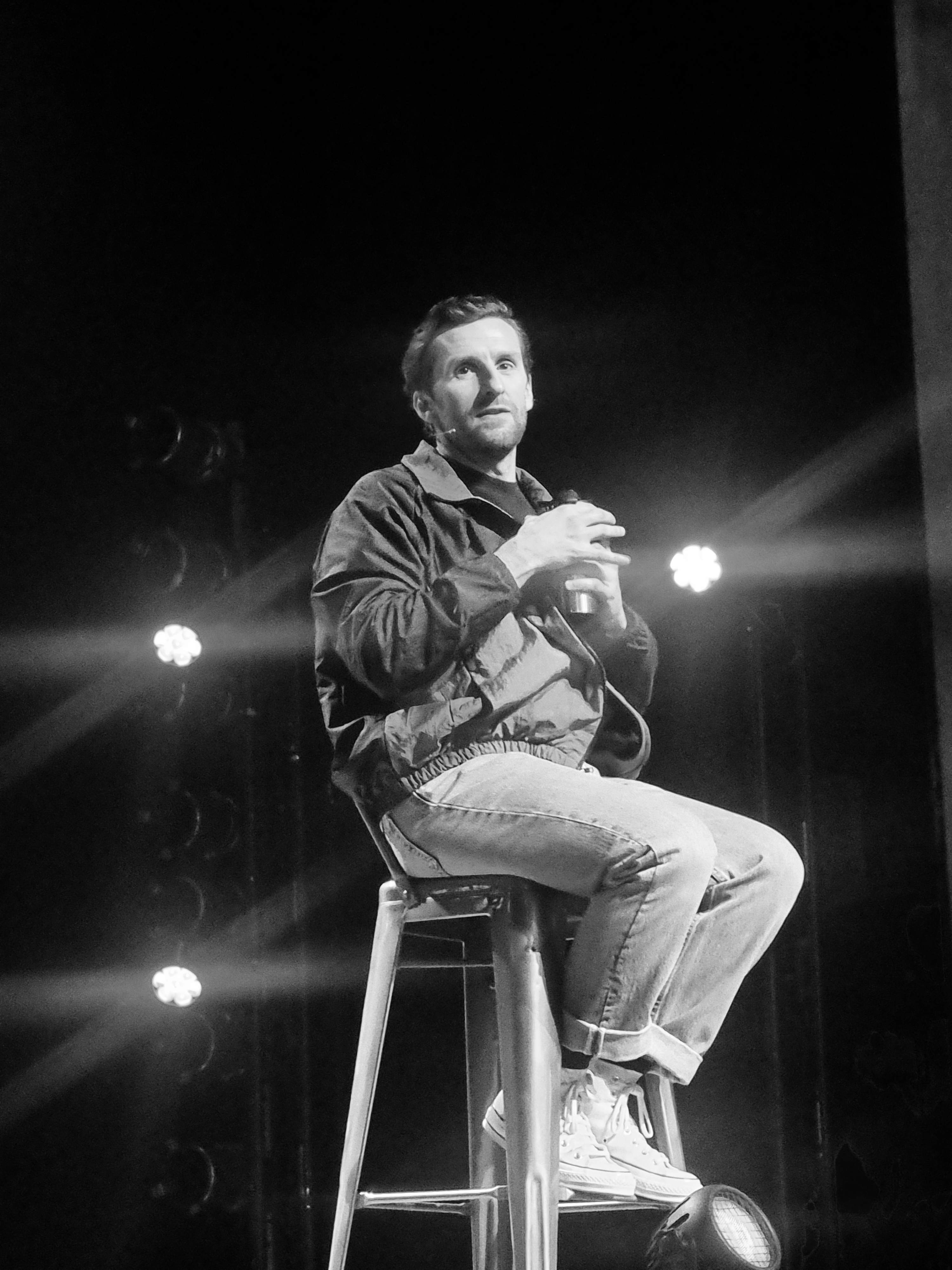
Pablo Mira sur scène au théâtre des Folies Bergère en 2024.

Le 5 avril 2019, Pablo Mira reprend son spectacle au théâtre de l'Œuvre à Paris avant d'entamer une tournée en France. 
Il présente un deuxième one-man-show au Palais des Glaces fin 2023 puis en tournée, coécrit avec Morgan Riester ; ce stand-up a pour thème les années 1990, avec un mélange d'images et de sons diffusés sur scène.

## Distinctions

### Nominations
- Molières 2024 : Molière de l'humour pour Passé simple